# Klavichord
Et klavichord el. clavicord er et musikinstrument, hvis strenge anslås vha. et klaviatur med små hamre af messing. Navnet kommer af claves (lat. tast) + chord (lat. streng). 

## Historie
Klavichordet er det enkleste af alle tasteinstrumenter og har sin oprindelse i middelalderen i form af monochordet – et instrument med én streng samt måske fra drejeliren, som er et middelalderligt strygeinstrument forsynet med taster. De tidligste afbildninger af klavichordet findes på middelalderlige kalkmalerier og altertavler, hvor engle spiller på instrumentet.

## Opbygning
Klavichordets mekanik består af et sæt taster (udlagt som et normalt klaviatur), hver forsynet med en tangent stående på bagenden af tasten. Tangenten er lavet af messing el. lign. og anslår strengen, når tasten trykkes ned. I modsætning til klaveret forbliver tangenten i kontakt med strengen, mens strengen svinger. 
Når en streng bringes i svingninger af tangenten, deles strengen i to dele af tangenten. Hver del vil svinge med en frekvens afhængig af strengedelens frie længde. På klavichordet er den ene del permanent dæmpet af filt flettet mellem strengene, mens den anden vil svinge med tonens frekvens. Når tasten slippes vil filtet dæmpe hele strengen. Denne simple mekanik giver den tætteste kontakt til tonefrembringelsen for alle tasteinstrumenter (det moderne klaver inkl.), da musikeren har kontakt med strengen både under anslaget og fortsat mens tonen lyder – det er således muligt at lave vibrato. Mekanikken har sin begrænsning i at instrumentet klinger meget svagt – generelt fra ppp til p, og således ikke velegnet til andet end solomusik.
For at skabe større volumen er klavichordet dobbelt- eller tripelstrenget, dvs. der er to eller tre strenge på tone. Større instrumenter anvender også et ekstra sæt strenge, der klinger en oktav højere for at forbedre bassen i instrumentet. Da tonens frekvens afhænger af, hvor på strengen den anslås, kan flere toner frembringes med samme streng. Dette økonomiske princip kaldes "bundet" og anvendes til små instrumenter. På et bundet instrument er det således ikke muligt at spille to toner som er "bundne" samtidigt (dvs. at de anvender samme strenge), hvilket stiller nogen krav til udøveren. Der findes både dobbeltbundne og tripelbundne instrumenter – sidstnævnte vanskeliggør enhver form for kromatiske forløb.
Instrumenter med stort toneomfang er "ubundne" (hver tast har sin egen streng), men er ofte svagere end små instrumenter.

## Toneomfang
Instrumenter bygget indtil omkring år 1700 havde et omfang på 3½ eller 4 oktaver, dvs. C-c3 (med eller uden kort oktav). I det 18. årh. blev dette udvidet til 4½ eller 5 oktaver, som fx C-f3 og F1-f3. Svenske klavichorder findes endda med omfanget F1-f4
. Se endvidere under klaviatur for beskrivelse af toneomfang.

## Stemning
Klavichordet stemmes på samme måde som et cembalo. Dog vil bundne instrumenter (se overfor) have visse begrænsninger i stemning, da flere tangenter anvender samme streng og intervallet dermed er "låst", til den eksakte afstand mellem tangenterne bagpå tasterne. Se endvidere under temperament for generelle betragtninger omkring problemet med at stemme tasteinstrumenter i renæssancen og barokken.

## Spilleteknik
Generelt gælder samme overvejelser om fingersætning som for andre tidlige tasteinstrumenter (cembalo og orgel), men der kræves en særlig teknik, da fingrene holder kontakt med strengene fra ansats til dæmpning. Dermed bliver vibrato "bebung" og artikulationsmuligheder større end for noget andet tasteinstrument. Anvendelsen af "bebung" kan tydelig høres i C.P.E. Bachs stykke som han skrev som en afskedshilsen til sit klavichord, da han solgte det i 1781 (se under eksterne henvisninger). Klavichordet er også i dag et yndet øveinstrument for organister, lige som det har været i barokken, hvor kirkeorglet krævede en bælgtræder. Der findes derfor en del klavichorder med pedalklaviatur.

## Repertoire
Instrumentet har været meget anvendt fra renæssancen og gennem barokken, men altid som soloinstrument pga. den begrænsede volumen. Tidligere skelnedes sjældent mellem hvilket tasteinstrument musikken blev skrevet til. Derfor har meget orgellitteratur og cembalolitteratur været spillet på klavichord. Det har også meget ofte været anvendt som øveinstrument for organister.
Måske pga. instrumentets intime klang var klavichordet et elsket instrument, især i det 18. århundrede i Nordtyskland og Danmark, hvor der findes et utal af bevarede instrumenter. Især i Sverige, hvor det udvikledes til sit klimaks i anden halvdel af det 18. årh. Sidste klavichord blev bygget i Sverige efter år 1830, lang tid efter introduktionen af klaveret, muligvis pga. klimaet. I Tyskland gik det af mode omkring år 1800. Komponister som Carl Philipp Emanuel Bach, Christoph Willibald Gluck, Johann Gottlieb Graun og Daniel Gottlob Türk værdsatte klavichordet over andre tasteinstrumenter. 
- Carl Philipp Emanuel Bach: Freie Fantasie, spillet af Joan Benson på et moderne klavichord.
- Casper Ferdinand Fischer: Prelude og Chaconne, spillet af Joan Benson.

Se også videoer under "Eksterne henvisninger"
Klavichordet benyttes ved fremførelse af renæssance- og barokmusik. Der findes en moderne elektronisk form for klavichord, kaldet clavinet.
Se øvrige beslægtede instrumenter under tasteinstrument.